# Depreissia myrmex
Depreissia myrmex är en spindelart som beskrevs av Roger de Lessert 1942. Depreissia myrmex ingår i släktet Depreissia och familjen hoppspindlar. Inga underarter finns listade i Catalogue of Life.